# 利伯瑙 (黑森州)
利伯瑙（德語：Liebenau，發音：[ˈliːbənaʊ] ⓘ）是德国黑森州卡塞尔行政区卡塞尔县的城市，面积48.88平方千米，人口为人。